# Bandeira da Guiné
A bandeira da Guiné foi adotada em 10 de novembro de 1958.
Como as outras bandeiras na região, são usadas as cores pan-africanas ― vermelho, amarelo e verde. Sendo uma antiga colônia francesa, seu desenho foi inspirado na bandeira da França.

## Características
Seu desenho consiste em um retângulo de proporção largura-comprimento de 2:3 dividida verticalmente em três faixas de larguras iguais, sendo a primeira a partir do mastro, vermelha, a segunda amarela e a terceira verde.